# Trecenta
Trecenta est une commune italienne de la province de Rovigo, dans la région de la Vénétie.

## Administration
| Période                                  | Période | Identité | Étiquette | Qualité |
| ---------------------------------------- | ------- | -------- | --------- | ------- |
|                                          |         |          |           |         |
| Les données manquantes sont à compléter. |         |          |           |         |

### Frazione
Berguarina, Bignozza, Borgo Bassa, Branzettina, Campagnan, Case Bon, Case Brancaleoni, Case Destro Canale, Case Mirandola, Case Pavani, Cuoghe, Gorghi, Gorgo, Gorgo Spino, La Chiesolina, Marzanata, Pascolon, Pissatola, Sariano, Vallalta sul Canale, Vallalta sul Tartaro.

### Communes limitrophes
Badia Polesine, Bagnolo di Po, Canda, Ceneselli, Giacciano con Baruchella, Salara.